# College World Series
 (mai 2018).
Si vous disposez d'ouvrages ou d'articles de référence ou si vous connaissez des sites web de qualité traitant du thème abordé ici, merci de compléter l'article en donnant les références utiles à sa vérifiabilité et en les liant à la section « Notes et références ».

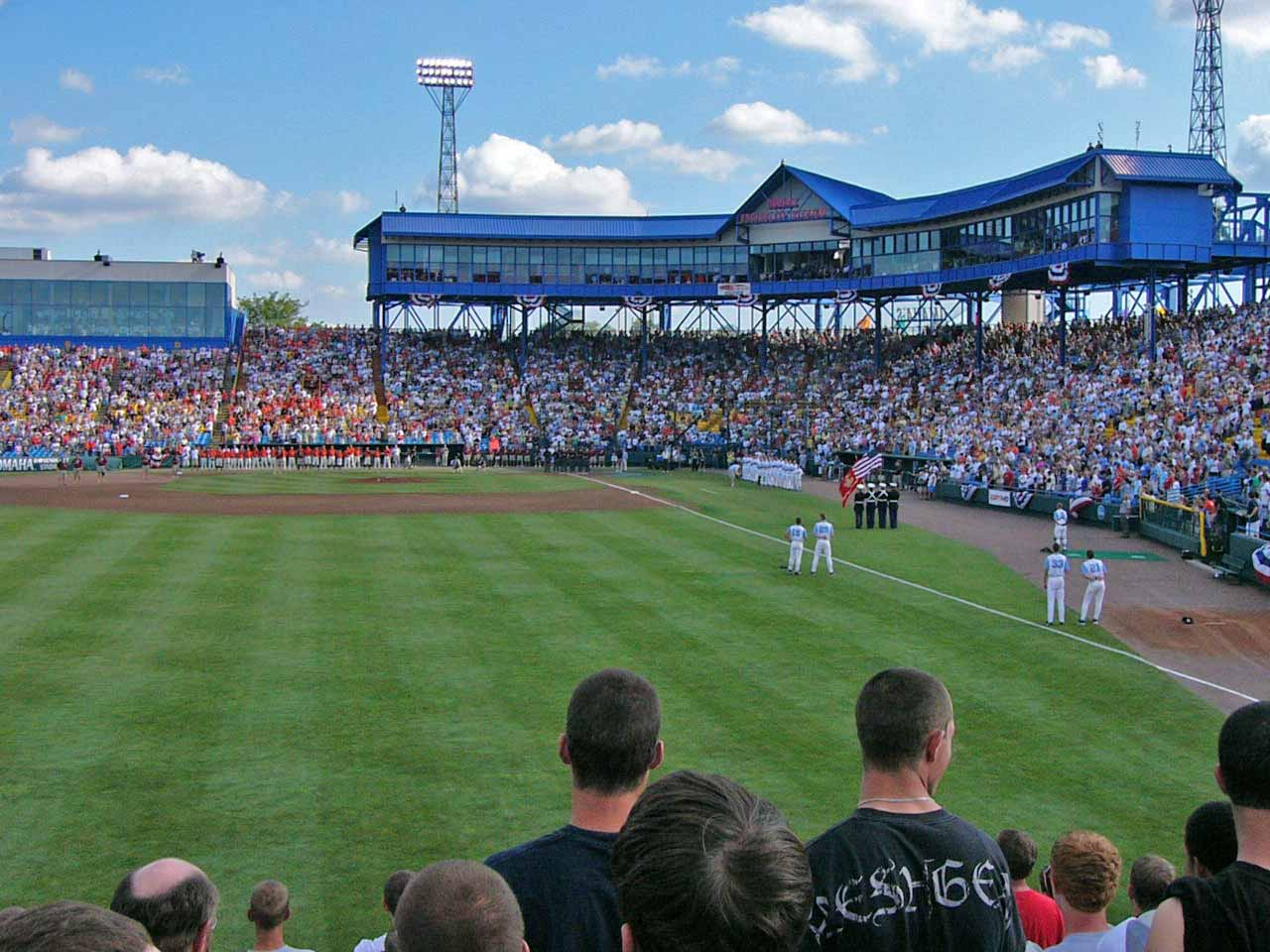
Rosenblatt Stadium lors des College World Series 2006

Les College World Series, officiellement la NCAA Men's College World Series, sont une compétition annuelle de baseball mettant aux prises les meilleures équipes universitaires des États-Unis depuis 1947. L'épreuve se déroule sur une dizaine de jours au mois de juin et implique huit formations qui s'affrontent dans un tournoi à double élimination. Les deux meilleures équipes s'affrontent en finale lors d'une série au meilleur des trois matchs depuis 2003. Les équipes sélectionnées pour ce tournoi final sont les rescapées d'un tournoi à élimination plus vaste comprenant 64 équipes depuis 1999, choisies à l'issue des saisons régulières des différents championnats des conférences universitaires. Avant 1999, le tournoi concernait 48 équipes réparties en huit groupes de six équipes.
Le nom officiel de l'événement a été changé en NCAA Men's College World Series au plus tard en 2008. Cependant, la NCAA n'a utilisé le mot « Men's » dans la marque de l'événement qu'en 2022.
La finale des Men's College World Series est diffusée en direct sur CBS le samedi après-midi de 1988 à 2002, puis ESPN a pris le relais avec la mise en place d'une finale au meilleur des trois matches.
De 1950 à 2010, le tournoi se tenait au Johnny Rosenblatt Stadium à Omaha (Nebraska), aujourd'hui le tournoi se tient dans la nouvelle enceinte du TD Ameritrade Park, maintenant connu sous le nom de Charles Schwab Field, et toujours à Omaha (Nebraska). En 1947 et 1948, il a lieu au Hyames Field à Kalamazoo (Michigan) puis se déroule une fois (1949) à Wichita (Kansas).
Les actuels champions (2024) sont les Volunteers du Tennessee, représentant l'université du Tennessee.

## Palmarès
| Année | Champion                         | Score                            | Finaliste                        |
| ----- | -------------------------------- | -------------------------------- | -------------------------------- |
| 1947  | Golden Bears de la Californie    | 8-7                              | Bulldogs de Yale                 |
| 1948  | Trojans de l'USC                 | 9-2                              | Bulldogs de Yale                 |
| 1949  | Longhorns du Texas               | 10-3                             | Demon Deacons de Wake Forest     |
| 1950  | Longhorns du Texas               | 3-0                              | Cougars de Washington State      |
| 1951  | Sooners de l'Oklahoma            | 3-2                              | Volunteers du Tennessee          |
| 1952  | Crusaders de Holy Cross          | 8-4                              | Tigers du Missouri               |
| 1953  | Wolverines du Michigan           | 7-5                              | Longhorns du Texas               |
| 1954  | Tigers du Missouri               | 4-1                              | Tars de Rollins                  |
| 1955  | Demon Deacons de Wake Forest     | 7-6                              | Broncos de Western Michigan      |
| 1956  | Golden Gophers du Minnesota      | 12-1                             | Wildcats de l'Arizona            |
| 1957  | Golden Bears de la Californie    | 1-0                              | Nittany Lions de Penn State      |
| 1958  | Trojans de l'USC                 | 8-7                              | Tigers du Missouri               |
| 1959  | Cowboys d'Oklahoma State         | 5-3                              | Wildcats de l'Arizona            |
| 1960  | Golden Gophers du Minnesota      | 2-1                              | Trojans de l'USC                 |
| 1961  | Trojans de l'USC                 | 1-0                              | Cowboys d'Oklahoma State         |
| 1962  | Wolverines du Michigan           | 5-4                              | Broncos de Santa Clara           |
| 1963  | Trojans de l'USC                 | 5-2                              | Wildcats de l'Arizona            |
| 1964  | Golden Gophers du Minnesota      | 5-1                              | Tigers du Missouri               |
| 1965  | Sun Devils d'Arizona State       | 2-1                              | Buckeyes d'Ohio State            |
| 1966  | Buckeyes d'Ohio State            | 8-2                              | Cowboys d'Oklahoma State         |
| 1967  | Sun Devils d'Arizona State       | 11-2                             | Cougars de Houston               |
| 1968  | Trojans de l'USC                 | 4-3                              | Salukis de Southern Illinois     |
| 1969  | Sun Devils d'Arizona State       | 10-1                             | Golden Hurricane de Tulsa        |
| 1970  | Trojans de l'USC                 | 2-1                              | Seminoles de Florida State       |
| 1971  | Trojans de l'USC                 | 7-2                              | Salukis de Southern Illinois     |
| 1972  | Trojans de l'USC                 | 1-0                              | Sun Devils d'Arizona State       |
| 1973  | Trojans de l'USC                 | 4-3                              | Sun Devils d'Arizona State       |
| 1974  | Trojans de l'USC                 | 7-3                              | Hurricanes de Miami              |
| 1975  | Longhorns du Texas               | 5-1                              | Gamecocks de la Caroline du Sud  |
| 1976  | Wildcats de l'Arizona            | 7-1                              | Eagles d'Eastern Michigan        |
| 1977  | Sun Devils d'Arizona State       | 2-1                              | Gamecocks de la Caroline du Sud  |
| 1978  | Trojans de l'USC                 | 10-3                             | Sun Devils d'Arizona State       |
| 1979  | Titans de Cal State Fullerton    | 2-1                              | Razorbacks de l'Arkansas         |
| 1980  | Wildcats de l'Arizona            | 5-3                              | Rainbow Warriors d'Hawaï         |
| 1981  | Sun Devils d'Arizona State       | 7-4                              | Cowboys d'Oklahoma State         |
| 1982  | Hurricanes de Miami              | 9-3                              | Shockers de Wichita State        |
| 1983  | Longhorns du Texas               | 4-3                              | Crimson Tide de l'Alabama        |
| 1984  | Titans de Cal State Fullerton    | 3-1                              | Longhorns du Texas               |
| 1985  | Hurricanes de Miami              | 10-6                             | Longhorns du Texas               |
| 1986  | Wildcats de l'Arizona            | 10-2                             | Seminoles de Florida State       |
| 1987  | Cardinal de Stanford             | 9-5                              | Cowboys d'Oklahoma State         |
| 1988  | Cardinal de Stanford             | 9-4                              | Sun Devils d'Arizona State       |
| 1989  | Shockers de Wichita State        | 5-3                              | Longhorns du Texas               |
| 1990  | Bulldogs de la Géorgie           | 2-1                              | Cowboys d'Oklahoma State         |
| 1991  | Tigers de LSU                    | 6-3                              | Shockers de Wichita State        |
| 1992  | Waves de Pepperdine              | 3-2                              | Titans de Cal State Fullerton    |
| 1993  | Tigers de LSU                    | 8-0                              | Shockers de Wichita State        |
| 1994  | Sooners de l'Oklahoma            | 13-5                             | Yellow Jackets de Georgia Tech   |
| 1995  | Titans de Cal State Fullerton    | 11-5                             | Trojans de l'USC                 |
| 1996  | Tigers de LSU                    | 9-8                              | Hurricanes de Miami              |
| 1997  | Tigers de LSU                    | 13-6                             | Crimson Tide de l'Alabama        |
| 1998  | Trojans de l'USC                 | 21-14                            | Sun Devils d'Arizona State       |
| 1999  | Hurricanes de Miami              | 6-5                              | Seminoles de Florida State       |
| 2000  | Tigers de LSU                    | 6-5                              | Cardinal de Stanford             |
| 2001  | Hurricanes de Miami              | 12-1                             | Cardinal de Stanford             |
| 2002  | Longhorns du Texas               | 12-6                             | Gamecocks de la Caroline du Sud  |
| 2003  | Owls de Rice                     | 4-3 (10 inn.) 3-8 14-2           | Cardinal de Stanford             |
| 2004  | Titans de Cal State Fullerton    | 6-4 3-2                          | Longhorns du Texas               |
| 2005  | Longhorns du Texas               | 4-2 6-2                          | Gators de la Floride             |
| 2006  | Beavers d'Oregon State           | 3-4 11-7 3-2                     | Tar Heels de la Caroline du Nord |
| 2007  | Beavers d'Oregon State           | 11-4 9-3                         | Tar Heels de la Caroline du Nord |
| 2008  | Bulldogs de Fresno State         | 6-7 19-10 6-1                    | Bulldogs de la Géorgie           |
| 2009  | Tigers de LSU                    | 7-6 1-5 11-4                     | Longhorns du Texas               |
| 2010  | Gamecocks de la Caroline du Sud  | 7-1 2-1 (11 inn.)                | Bruins de l'UCLA                 |
| 2011  | Gamecocks de la Caroline du Sud  | 2-1 (11 inn.) 5-2                | Gators de la Floride             |
| 2012  | Wildcats de l'Arizona            | 2-0 4-1                          | Gamecocks de la Caroline du Sud  |
| 2013  | Bruins de l'UCLA                 | 3-1 8-1                          | Bulldogs de Mississippi State    |
| 2014  | Commodores de Vanderbilt         | 9-8 2-7 3-2                      | Cavaliers de la Virginie         |
| 2015  | Cavaliers de la Virginie         | 1-5 3-0 4-2                      | Commodores de Vanderbilt         |
| 2016  | Chanticleers de Coastal Carolina | 0-3 5-4 4-3                      | Wildcats de l'Arizona            |
| 2017  | Gators de la Floride             | 4-3 6-1                          | Tigers de LSU                    |
| 2018  | Beavers d'Oregon State           | 1-4 5-3 5-0                      | Razorbacks de l'Arkansas         |
| 2019  | Commodores de Vanderbilt         | 4-7 4-1 8-2                      | Wolverines du Michigan           |
| 2020  | Non retenu en raison du Covid-19 | Non retenu en raison du Covid-19 | Non retenu en raison du Covid-19 |
| 2021  | Bulldogs de Mississippi State    | 2-8 13-2 9-0                     | Commodores de Vanderbilt         |
| 2022  | Rebels d'Ole Miss                | 10-3 4-2                         | Sooners de l'Oklahoma            |
| 2023  | Tigers de LSU                    | 4-3 (11 inn.) 4-24 18-4          | Gators de la Floride             |
| 2024  | Volunteers du Tennessee          | 5-9 4-1 6-5                      | Aggies de Texas A&M              |
| 2025  | Tigers de LSU                    | 1-0 5-3                          | Chanticleers de Coastal Carolina |